# Volodymyr Sydorenko
Volodymyr Petrovych Sydorenko (en ucraniano: Володимир Петрович Сидоренко, Energodar, URSS, 23 de septiembre de 1976) es un deportista ucraniano que compitió en boxeo. Su hermano Valeri compitió en el mismo deporte.
Participó en los Juegos Olímpicos de Sídney 2000, obteniendo una medalla de bronce en el peso mosca. Ganó una medalla de plata en el Campeonato Mundial de Boxeo Aficionado de 2001 y dos medallas de oro en el Campeonato Europeo de Boxeo Aficionado, en los años 1998 y 2000.

## Palmarés internacional
| Juegos Olímpicos   | Juegos Olímpicos      | Juegos Olímpicos  | Juegos Olímpicos |
| Año                | Lugar                 | Medalla           | Categoría        |
| ------------------ | --------------------- | ----------------- | ---------------- |
| 2000               | Sídney (Australia)    | Medalla de bronce | 51 kg            |
| Campeonato Mundial |                       |                   |                  |
| Año                | Lugar                 | Medalla           | Categoría        |
| 2001               | Belfast (Reino Unido) | Medalla de plata  | 51 kg            |
| Campeonato Europeo |                       |                   |                  |
| Año                | Lugar                 | Medalla           | Categoría        |
| 1998               | Minsk (Bielorrusia)   | Medalla de oro    | 51 kg            |
| 2000               | Tampere (Finlandia)   | Medalla de oro    | 51 kg            |